# 五条有範
五条 有範（ごじょう ありのり）は、鎌倉時代前期の武将。世系は不明であるが平氏であると伝わる。通称は五条判官。官位は従五位下・筑後守。

## 略歴
一条家の家人で在京御家人。元久2年（1205年）後藤基清、佐々木広綱らと共に平賀朝雅を追捕。後に検非違使となり五条判官と呼ばれた。建保元年（1213年）に従五位下に叙され、同2年（1214年）には筑後守となった。承久の乱では後鳥羽上皇方に加わり梟首された。